# スカンツァーノ・イオーニコ
スカンツァーノ・イオーニコ（イタリア語: Scanzano Jonico）は、イタリア共和国バジリカータ州マテーラ県にある、人口約7,600人の基礎自治体（コムーネ）。

## 地理

### 位置・広がり

#### 隣接コムーネ
隣接するコムーネは以下の通り。
- モンタルバーノ・イオーニコ
- ピスティッチ
- ポリコーロ
- トゥルシ